# Haydn Tanner
(Jack Manchester, capitano degli All Blacks, ai giornalisti neozelandesi dopo una sconfitta contro lo Swansea a opera di Haydn Tanner e suo cugino Willie Davies, all'epoca diciassettenni)
Haydn Tanner (Penclawdd, 9 gennaio 1917 – Leicester, 5 giugno 2009) è stato un rugbista a 15 britannico, internazionale per il Galles.
Tanner fu educato alla Gowerton Grammar School ed era ancora uno studente quando giocò come mediano di mischia per lo Swansea contro gli All Blacks al St. Helen's nel 1935.
La squadra gallese vinse 11 a 3 con un'ottima prestazione di Tanner e di suo cugino Willie Davies.
Nel dicembre dello stesso anno Tanner giocò la prima partita per la nazionale all'età di 18 anni e 11 mesi, diventando così uno dei più giovani giocatori del Galles. La partita lo vide contrapposto ancora una volta alla Nuova Zelanda e Tanner ne uscì ancora vincitore. In totale ha disputato con la nazionale 25 partite, 12 delle quali da capitano, malgrado la sua carriera fu interrotta dall'arrivo della seconda guerra mondiale. Il suo ultimo test internazionale è stato il 26 marzo 1949 contro la Francia.
Nel 1938 Tannet ha preso parte al tour dei British and Irish Lions in Sudafrica.
Nel 1948 è stato capitano dei Barbarians nella partita contro l'Australia.
È morto durante il sonno il 5 giugno 2009.